# Bhuli (Nepal)
Bhuli od Muli (Sanskriet: बउलपी) is een dorpscommissie (Engels: village development committee, afgekort VDC; Nepalees: panchayat) in het westen van Nepal, gelegen in het district Achham. De dorpscommissie telde bij de volkstelling in 2011 2779 inwoners.